# Schusterolejeunea
Schusterolejeunea là một chi rêu trong họ Lejeuneaceae.